# Église Notre-Dame de Santranges
L'église Notre-Dame de Santranges, est située dans le département du Cher, sur la commune de Santranges, en France.

## Localisation
Elle se trouve en légère surélévation en partie sud du village.

## Historique
L'édifice de style roman est initié au XIIe siècle.
Il est agrandi vers l'ouest au XVe siècle par une construction formant porche sous lequel apparaît le portail primitif. Une chapelle est construite à la même époque contre la façade sud. La nef a été complètement remaniée en respectant le style initial. Le chœur et l'abside ont également conservé à l'extérieur leur aspect primitif, mais ces parties ont été complètement ravalées à l'intérieur.
La partie haute a été arasée à la Révolution et les cloches fondues à La Charité-sur-Loire pour faire des canons. De nouvelles cloches ont été posées le 30 mai 1899 et nommée Désirée, Lucie, Marie-Antoinette et Félicie (un bourdon d'environ deux tonnes). Le deuxième bourdon, Martin, a été installé le 11 novembre 1925.
Pour le chœur, l'abside et le portail, l'église est inscrite partiellement à l'inventaire supplémentaire des monuments historiques par arrêté du 17 avril 1931.

## Description
L'église est caractérisée par une simple nef, un chœur et une abside polygonale à l’extérieur, construits de moellons calcaires. Une chapelle latérale au sud est ajoutée au XVe siècle. L’époque de construction du clocher-porche est difficile à déterminer. Ces deux derniers éléments sont en grès rouge. Jusqu’en 1889, l’église est couverte d’une voûte en bois à entraits, et la mise en place d’une voûte en croisées d’ogives sur des murs non prévus pour la supporter entraîne des problèmes architectoniques importants.
Le portail ouest est en plein cintre à triple rang de voussures avec une archivolte ornée de motifs à quatre feuilles, surmontée d’une corniche à modillons sculptés. Un des chapiteaux des quatre colonnettes présente un décor du même type que ceux du chœur de l’église de Savigny-en-Sancerre. De même, le motif en cordon étoilé, ornant les tailloirs des chapiteaux séparant la nef du chœur, se retrouve à Savigny. À l’extérieur, le chevet est décoré de deux cordons moulurés qui encadrent les baies, et la corniche est sculptée de modillons semblables à ceux du portail ouest.
Dans la chapelle latérale, sous l'autel en forme de tombeau, se trouve un gisant qui représente saint Posen, berger né à Santranges au Ve siècle.

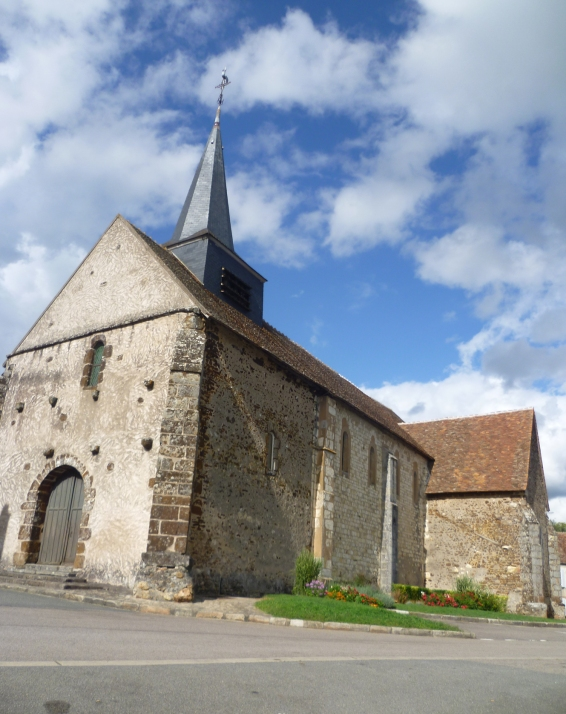
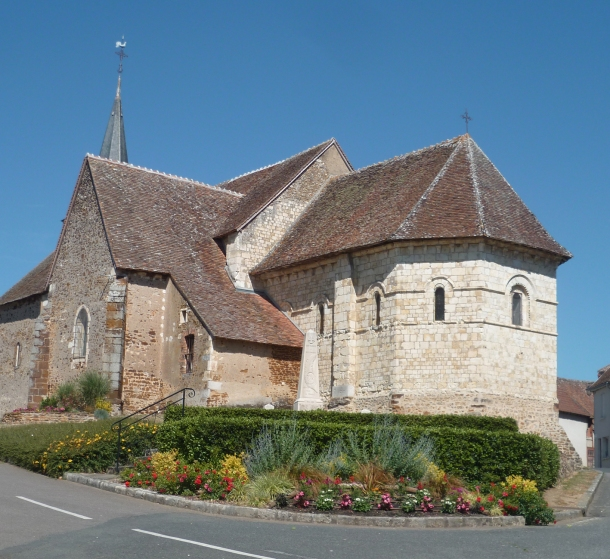